# リッチー・ラモーン
リチャード・ラインハート（Richard Reinhardt）ことリッチー・ラモーン（1957年8月11日 - ）は、アメリカのバンドラモーンズの元メンバーでドラマー。1983年から87年までラモーンズの三代目ドラマーを務めていた。

## ディスコグラフィ

### ラモーンズ時代
- Too Tough to Die (1984)
- Animal Boy (1986)
- Halfway to Sanity (1987)
- Smash You: Live ’85 (2002)

### the Rock n Roll Rats
- Rebel 67 (2013)

### the Gobshites
- The Whistle Before the Snap (2013)
- Live from the Dogghouse (2013)

### ソロ
- Entitled (2013)